# 一木弘行
一木 弘行（いちき ひろゆき、1959年6月6日 - ）は、日本のシンガーソングライター。長崎県佐世保市出身。血液型A型。愛称、Teacher(ティーチャー)・Ichikicks(イチキックス)。

## プロフィール
1959年、長崎県佐世保市出身。 
6歳よりピアノを始め、13歳よりロックバンドのギタリスト兼ボーカルを担当。
大学在学中の21歳よりYAMAHAの楽器講師(ギター、ベース、ドラム、キーボード)を 務める。
バンド『Raspberry Slope』を結成、ヤマハポピュラーソングコンテストつま恋大会入賞、コカ・コーラ フレッシュサウンドコンテスト西日本大会優勝など多くのコンテストで賞を 獲得。 
25歳より作詞作曲家、アレンジャーとしての活動をスタート、現在までに発表した楽曲は1,300曲を超える。 
26歳よりボイストレーナーとしても活動をスタート、現在までに約2,500人以上を指導。 
1990年ワーナーパイオニアより『タイムマジック』でメジャーデビュー。 
2005年よりアーティストプロデュースセクション『Forest』を設立、数多くのアーティ ストのアレンジ、ディレクション、プロデュースを行っている。 
2018年8月、1st CD『TIME MAGIC』リリース。
2022年9月、2ndアルバム『Love to you』リリース決定。

## 人物

### 幼い頃
基地の町佐世保でFEN（洋楽がずっと聴けたラジオ番組）を聞いて育つ。11歳違いを筆頭に4人の姉を持つ一木家唯一の男子。姉は全員ピアノやヴァイオリンを弾き、父も我流ではあったがヴァイオリンを奏でる、音楽に囲まれて育った幼少時代。小2からピアノのレッスンに通う日々が始まった。

### 音楽との関わり
カセットが販売される前の時代に一木家ではオープンリールのテープを所有。姉の影響で5歳頃からThe Beatlesのシングル“ロックンロールミュージック”、“ロングトールサリー”を聴いていた。姉がFENをエアーチェックし録音したサンタナ、ツェッペリン（Led Zeppelin）を繰り返し聴き、洋楽にやたら詳しい11歳の少年だった。また映画「エレキの若大将」（加山雄三主演）に衝撃を受け、グループサウンズ、中でもジュリー（沢田研二）が好きだった5年生の時、リアルタイムで映画"Let it be"に出会う。「バンドってカッコいい！The Beatlesってカッコいい！」同時期に友人の兄からツェッペリンを紹介され、Rockをやりたい！と目覚めた。小6の時「クラッシックを辞めます！」と先生に伝えて、理由を問われ「無から有を作り出したい。クラシックは誰でもできるでしょ？」と説得。「ピアノを毎日弾く」約束でピアノのレッスンを辞める。（この後高3まで毎日弾き続けた。）まずは家にあったガットギターでショッキングブルーのヴィーナス等をコピーする事から始まった。

### 中学時代
中学に入りやっとエレキギターを買ってもらい、ツェッペリンをコピー。同じ頃ギタリストとしてバンド活動を始めたが、中2の時に指を怪我した為早々とギタリストを断念。それをきっかけにボーカルを担当し、見よう見まねで作詞作曲も始める。詩人みつはしちかこの「恋はどこから」と言う詩に曲をつけたのが最初。その後自分で詞を書くようになるが、曲を作る人なんて周りにいなかったので、とても喜ばれる事が嬉しかった。中3になってYAMAHA主催のPOPCON（ポピュラーソングコンテスト）へのチャレンジが始まった。

### 高校時代
高1からはPOPCON九州大会の常連に。第12回の九州大会ではデビュー前の長渕剛さんもエントリー。つま恋本選会（静岡で開催された全国大会）には九州の応援団として現地にも足を運んだが、高3の時は受験に専念。その受験まっただ中の時に事件が起こった。福岡大学受験の翌日、実家が火事になり全焼。大学進学を断念しようとするも、仕送りをしないと言う約束で福岡へ旅立った。

### 大学時代
福岡大学へ入学し親戚宅に身を寄せるが、数カ月後叔母が病気を患いアパートでの1人暮らしに。大学近くの喫茶店GUILDで「30分皿洗い30分歌う」時給350円の生活も同時に始めた。19歳の時にレコード会社の目にとまるが、高校の時に録音したデモテープがきっかけでソロデビュー決定。自分を気に入ってくれたディレクターはその時鈴木茂（元はっぴいえんど・元ティンパンアレーのギタリスト）も担当していた方で一木さんのバックも憧れていたティンパンアレー（松任谷正隆、鈴木茂、細野治臣、林立夫）に決定。しかしCMソングのレコーディング等が終了していたにも拘わらず「一度リセットして再度バンドを組みたい」と大学の仲間に声をかけ”ラズベリースロープ“の原型を作る。20歳になってすぐの頃の話。ディレクターは「気長に待っておく。」と言ってくれたが、その後次第に連絡を取らなくなった。1年後にバンド名”ラズベリースロープ“、楽曲「ShyナBoy」でPOPCON九州大会優秀曲賞受賞。翌回に楽曲「GET AWAY」で九州大会グランプリを受賞し、つま恋本選会（全国大会）へとコマを進めた。

### 大学卒業後
23歳でバンド”スラップショット”を結成し、2年程活動した。バンド後期に自主制作でシングルを発売し3000枚を売り上げ、某レコード会社からデビューの話が来る。レコード会社からは「君は一段下がってキーボードになり、新しく別のボーカルを入れて、スラップショットでデビューしよう」と言う提案。デビューする為、バンドのメンバーの為にもと曲作りをやってきた。しかし、会社からの提案を目の前にすると「そこまでして自分はデビューしたかったのだろうか？」と疑問が湧きバンドを解散する。一木さんは大学4年頃からギター、ピアノ、ベース、ドラムの講師をしていて、26歳の時にボイストレーナーにもなり、バンド時代の友人と共にCMやイメージソング等の仕事も始め、再び音楽に対する情熱が湧いてきたと言う。

### 現在
様々なアーティストの制作活動などに携わり、2018年に念願のアルバム「TIME MAGIC」をリリース。
そして残りの人生はどの位あるかわからないが、今後の人生を考えた時に「恩返しの旅をしたい。」「会えなかった人にたくさん会いたい。」「今の生徒達をいっぱしのミュージシャンに育て上げたい。」等と願っている。自分の人生は色々な現象が起こってきたけど、いつも最悪の状態にはなっていない。また自分の音楽家としての使命は、音楽は本当に夢のある物で、音楽によって自分もたくさん救われてきた。そう言う人は世の中にもたくさんいるはず。音楽って深くてとても果てしなく謎めいた物であったりするけれども、自分の中から言葉やメロディを出す事で、聴いてる人達がひと時でも安らげたり、救われたり、勇気づけてあげられたりする事ではないかと思う。音楽をやめる事は決してないと断言する。

## 略歴
1991年2月、ワーナーパイオニアよりONE SHOT名義でシングル「TIME MAGIC」でデビュー。
2018年、FOREST recordsより初のフルアルバム「TIME MAGIC」をリリース

## ディスコグラフィー
シングル
- TIME MAGIC（1991年）

アルバム
- TIME MAGIC（2018年）

TIME MAGIC　収録曲
1. THE DAY 
2. CRY AND SMILE 
3. NAGISA 
4. Coming Closer 
5. Regret 
6. MAGNOLIA 
7. 命どぅ宝 
8. TIME MAGIC 
9. アトラス 
10. Reason Why 
11. Wanna be loved 
12. 南の島の空の下 
13. 愛のかけら
- Love to you（2022年）

Love to you　収録曲
1. Standing by love & nature 
2. Baby you 
3. Judge of fate 
4. 水無月 
5. 想い花 
6. The palm of the hand〜手のひらに雨 
7. why... 
8. 過ぎ去りし日々 
9. If you fall in love again 
10. Chickweed 
11. I'm gonna be with you 
12. HELLO MYSELF 
13. LOVE TO YOU

## 楽曲提供
- オノ・アヤコ 「Jericho」(作曲)(作詞:阿久悠)
- 田村ゆかり 「最果ての森」(作曲)(作詞:堀江里沙)

## 参加作品
- CHAGE and ASKA『STAMP』(2002年)

「river」「クルミを割れた日」「You are free」すべてBacking Vocalとして参加 等

## 制作したCMソング
肥前夢街道、博多通りもん、ひよこ、ひよこサブレ、ひよこちっこいタルト、さかえや南蛮往来、キューサイの青汁、キャナルシティ、天神コア、VIVRE、玉屋、天神愛眼ビル、ふとんのてんぐ屋、眼鏡の落合、ヤノメガネ、ヨネザワメガネ、ふくとみ辛子めんたい、まるいち辛子めんたい、チロリアン、福岡銀行、琉球石油、しんわ、健康家族、サンクス、ファミリーマート、リューユーパン、Hotto Motto、 リンガーハット、JR九州 あそBOY.JR九州 湯布院の森号、JR九州 オランダ村特急、あつまるくんの求人案内、NTT、南日本銀行、梅の花、サダカネ、カメラのドイ、九電、九電工、グラバー園、アトモスももち、ベイサイドプレイス博多埠頭等、約１３００曲

## コンサートサポート
- ASKA Concert Tour 05>>06 My Game is ASKA (Chorus)
- ASKA Concert Tour 12>>13 ROCKET (Chorus)
- ASKA premium ensemble concert -higher ground (Chorus)
- ASKA premium ensemble concert -アンコール公演 (Chorus)

## 審査員
- ヤマハポピュラーソングコンテスト
- TNC ハート オブ ゴールド オーディション
- FBS 歌唱王 等